# Clinopodium piperitum
Clinopodium piperitum là một loài thực vật có hoa trong họ Hoa môi. Loài này được (D.Don) Murata mô tả khoa học đầu tiên năm 1977.